# Heresiarches annaelisae
Heresiarches annaelisae là một loài tò vò trong họ Ichneumonidae.